# فیتشیو (اکلاهما)
فیتشیو(به انگلیسی: Fitzhugh) شهری در ایالت اکلاهما کشور ایالات متحده آمریکا است که جمعیت آن در سرشماری سال ۲۰۱۰ میلادی، ۲۳۰ نفر بوده‌است.